# Кочило Євген Омелянович
Євге́н Омеля́нович Кочи́ло — молодший сержант Збройних сил України, учасник російсько-української війни.

## З життєпису
Станом на 2017 рік — командир гармати; 24-та бригада. Проживав в Тернополі з матір'ю та братом.

## Нагороди та вшанування
- Указом Президента України № 741/2019 від 10 жовтня 2019 року за «особисту мужність і самовіддані дії, виявлені у захисті державного суверенітету та територіальної цілісності України» орденом «За мужність» III ступеня[2]